# Fischkrähe
Die Fischkrähe (Corvus ossifragus) ist eine amerikanische Krähenart, die vor allem in Feuchtgebieten verbreitet ist.

## Beschreibung
Die Fischkrähe ist äußerlich der Amerikanerkrähe sehr ähnlich, allerdings ist sie mit 36–41 cm Länge kleiner und hat ein seidigeres Gefieder. Das Gefieder ist überall schwarz, oberseits schimmert es blau-grün, während es unterseits ein mehr grünliches Schimmern aufweist. Die Augen sind dunkelbraun gefärbt. Die beiden Arten sind oft nur im direkten Vergleich oder durch den Ruf unterscheidbar.

## Verbreitung und Lebensraum

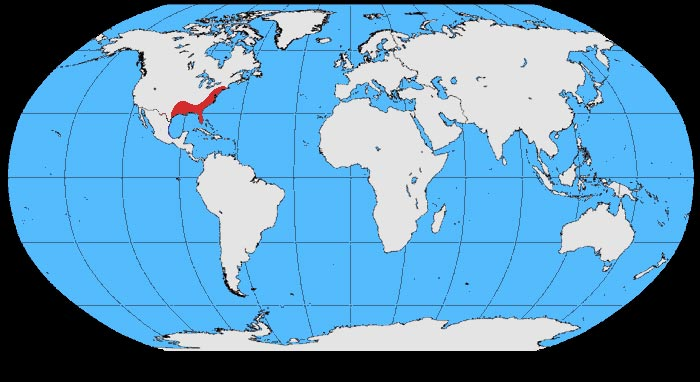
Verbreitungsgebiet der Fischkrähe

Die Art lebt an der Ostküste der Vereinigten Staaten von Rhode Island südlich bis Key West und an der Nordküste des Golfs von Mexiko. Entlang von Flusssystemen ist sie auch ins Inland verbreitet.
Das Habitat beschränkt sich weitestgehend auf Feuchtgebiete und Küsten- bzw. Uferstreifen entlang der Küste und den Flüssen sowie den direkt angrenzenden Gebieten.

## Verhalten

### Ernährung
Nahrung wird an Land und im flachen Wasser gesucht. Dabei fliegt die Krähe über Flachwasserbereiche und greift Essbares mit den Füßen aus dem Wasser. Gefressen werden kleine Krebstiere und anderer Wirbellose, gestrandete Fische, Eier und Nestlinge anderer Vögel, kleine Reptilien, Früchte und Samen und menschlicher Abfall. Wenn es die Umstände zulassen, werden auch lebende Fische gefangen.

### Fortpflanzung
Das Nest wird üblicherweise in hohen Bäumen in kleinen, lockeren Kolonien errichtet. Das Weibchen legt 4–5 blau-grüne, olivfarben gefleckte Eier.

## Gefährdung
Die Art scheint etwas besser gegen das West-Nil-Virus resistent zu sein als die Amerikanerkrähe. Es gibt Berichte von Überlebensraten bis zu 45 %, während diese bei der Amerikanerkrähe nahe null liegen.
In der Roten Liste gefährdeter Arten der IUCN wird die Fischkrähe als nicht gefährdet geführt.